# Jenny Tomasin
Jenny Tomasin (* 22. März 1938 in Leeds, West Yorkshire; † 3. Januar 2012 in Camden, London) war eine englische Schauspielerin, die durch ihre Rollen in Das Haus am Eaton Place (Upstairs, Downstairs) und Emmerdale bekannt wurde.

## Leben und Karriere
Ihre erste große Rolle bekam sie in den 1970er Jahren in der Fernsehserie Upstairs, Downstairs als Ruby, das Küchenmädchen der Familie Bellamy. Sie spielte die Rolle von 1972 bis 1975 in 41 Episoden. Es gab Pläne für eine Spin-off-Serie mit Ruby und den Filmcharakteren Hudson und Mrs. Bridges; allerdings wurde die Serie niemals produziert, da die Schauspielerin Angela Baddeley verstarb. Tomasins spätere Fernsehauftritte bestanden vor allem aus Diskussionen über ihre Zeit in Upstairs, Downstairs und ihre Schwierigkeiten im Berufsleben.
1985 spielte Tomasin eine Gastrolle als Tasambeker in der Fernsehserie Doctor Who in der letzten Episode, bevor die Serie auf eine 18-Monats-Pause ging.
Tomasin spielte auch zwei Rollen in der Seifenoper Emmerdale. Von 1981 bis 1982 spielte sie Naomi Tolly, Tochter von Enoch Tolly, der bei einem Traktorunfall getötet wurde. Ihre zweite Rolle war die Noreen Bell, eine kanadische Dorfbewohnerin, die im Juli 2006 starb. Dies war ihre letzte Rolle.
In der BBC-Serie Die Onedin-Linie spielte Jenny Tomasin in der Folge In den Händen der Mafia die entlassene Näherin „Mrs. Purvis“.
Daneben hatte Tomasin einige Auftritte in Filmen wie The Adventures of Barry McKenzie (1972), Mister Quilp (1975), The Trouble with Spies (1987) und Just Ask for Diamond (1988).
Jenny Tomasin starb am 3. Januar 2012 an den Folgen einer Herzerkrankung.